# 斜纹泊来樱蛤
斜纹泊来樱蛤（学名：Exotica obiquistriata），是帘蛤目樱蛤科Exotica属的一种。主要分布于中国大陆，常栖息在潮下带。